# Kirk DeMicco

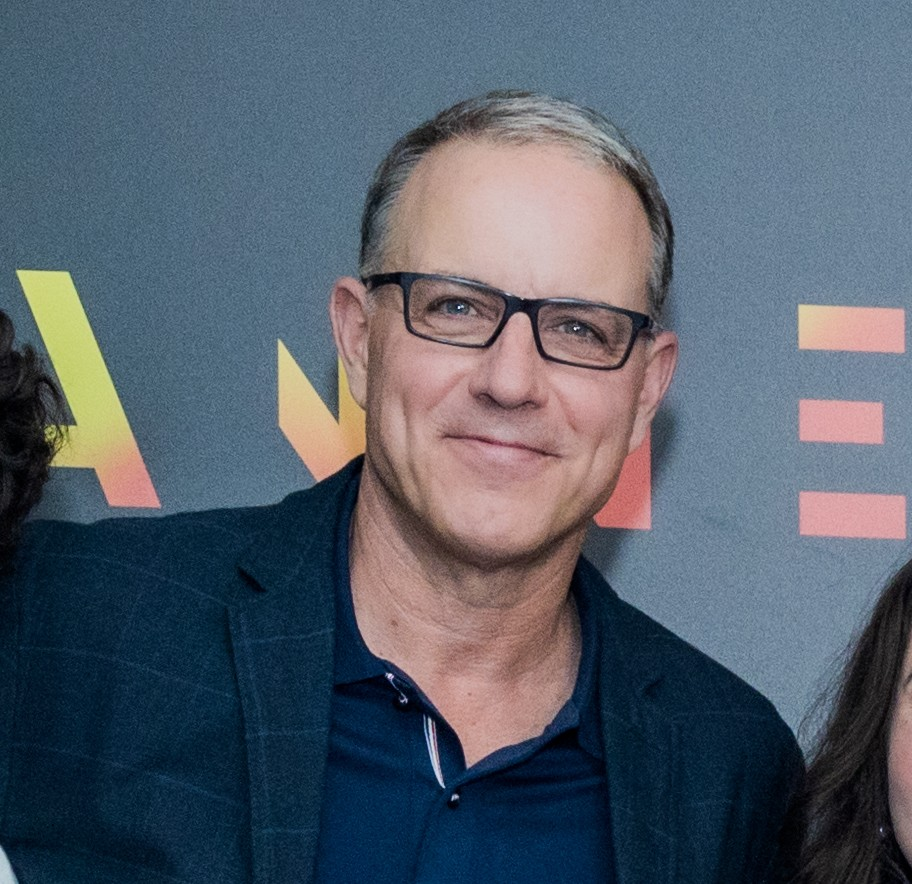
Kirk DeMicco (2023)

Kirk DeMicco (geb. 15. Mai 1969 in Wyckoff, New Jersey) ist ein US-amerikanischer Journalist, Schriftsteller, Filmregisseur und Produzent.

## Kindheit
Kirk DeMicco wuchs in einem Vorort von Franklin Lakes, New Jersey, auf.

## Journalismus
Nachdem er 1991 an der University of Southern California sein Doppel-Studium der Wirtschaftswissenschaften und Politischen Wissenschaften mit dem Master abschloss, arbeitete er drei Jahre lang als Journalist in Italien. Er interviewte in der italienischen Filmindustrie Beschäftigte für ein italienisches Film-Business-Magazin. Nach seiner Rückkehr in die USA 1994 arbeitet er für die William Morris Agency in New York und Los Angeles.

## Drehbuchautor, Filmproduzent und Filmregisseur
Das erste Drehbuch, das DeMicco verkaufte, hieß A Day in November (gekauft von Warner Bros. und dem Produzenten Arnold Kopelson für eine Million Dollar). Als Nächstes schrieb er Quest for Camelot. Später schrieb er das Drehbuch für Racing Stripes und wirkte an dessen Produktion mit (Regie: Frederik Du Chau). John Cleese und DeMicco schrieben die Filmadaptation von Roald Dahls Klassiker The Twits. Er schrieb das Drehbuch für „Splitting Adam“. und Here Comes Peter Cottontail: The Movie und dann Casper’s Scare School. 2008 schrieb er das Drehbuch für den Film Space Chimps, für den er auch Regie unter dem Produzenten John H. Williams bei Vanguard Animation die Regie führte. Dieser Film wurde vom ersten Schimpansen im Weltall, Ham, inspiriert. Während er für Warner Bros. arbeitete, schrieben er und Du Chau das Drehbuch für den Film Hong Kong Phooey, den sie an Alcon Entertainment verkauften. Außerdem überarbeitete er Drehbücher für Disney, Warner Bros., DreamWorks und Spyglass. Für das Fernsehen arbeitete er als „Executive Producer“ für den Discovery-Channel-Dokumentarfilm "HALO: Freefall Warriors”.
Schließlich schrieb er das Drehbuch für Die Croods, bei dem Chris Sanders Regie führte und der von DreamWorks Animation produziert wurde. Der 3D-Animationsfilm Die Croods wurde am 22. März 2013 auf der 63. Berlinale präsentiert.

## Filmografie
- 1998: Das magische Schwert – Die Legende von Camelot (Quest for Camelot, Drehbuch)
- 2005: Im Rennstall ist das Zebra los (Racing Stripes, Drehbuch, Produktion)
- 2008: Space Chimps – Affen im All (Space Chimps, Regie, Drehbuch)
- 2013: Die Croods (The Croods, Regie, Drehbuch)
- 2021: Vivo – Voller Leben (Vivo, Regie, Drehbuch)